# Clark Township (Brown County, Ohio)
Clark Township ist eines von 16 Townships des Brown Countys im US-Bundesstaat Ohio. Nach der Volkszählung im Jahr 2000 waren hier 3165 Einwohner registriert.

## Geografie
Clark Township liegt im Westen des Brown Countys im Südwesten von Ohio, ist im Süden etwa 10 km vom Ohio River entfernt, der die natürliche Grenze zu Kentucky bildet, und grenzt im Uhrzeigersinn an die Townships: Pike Township, Scott Township, Pleasant Township, Lewis Township, Tate Township im Clermont County und Williamsburg Township (Clermont County).

## Verwaltung
Das Township wird durch ein Board of Trustees, bestehend aus drei gewählten Mitgliedern, verwaltet. Zwei Personen werden jeweils im Jahr nach der Präsidentschaftswahl gewählt und eine jeweils im Jahr davor. Die Amtszeit dauert in der Regel vier Jahre und beginnt jeweils am 1. Januar. Daneben gibt es noch einen Township Clerk (Schriftführer), der ebenfalls im Jahr vor der Präsidentschaftswahl auf eine vierjährige Amtszeit gewählt wird. Dessen Amtszeit beginnt jeweils am 1. April.